# Onychoprion
Onychoprion er en slægt af fugle i familien mågefugle. Slægtens 4 arter blev tidligere regnet til Sterna, men på grund af ny viden om ternernes afstamning er de flyttet til Onychoprion.

## Arter
De 4 arter i slægten Onychoprion:
- Beringsterne, Onychoprion aleuticus
- Polynesisk terne, Onychoprion lunatus
- Brilleterne, Onychoprion anaethetus
- Sodfarvet terne, Onychoprion fuscatus